# Electronic Proceedings in Theoretical Computer Science
Ne doit pas être confondu avec Electronic Notes in Theoretical Computer Science.
Electronic Proceedings in Theoretical Computer Science est une collection internationale, à évaluation par des pairs, en libre accès, de publications en informatique théorique, le plus souvent sous la forme d'actes de conférences et d'ateliers, disponibles soit au moment du colloque, soit sous forme de sélection ultérieure.

## Description
Depuis décembre 2009, le rédacteur en chef de la série est Rob van Glabbeek. La revue publie des actes de colloques avant la tenue ou composés de communications sélectionnées, plus rarement des Festschrift. L'archivage se fait sur le serveur Arxiv. La collection publie près d'une vingtaine de volumes par an (19 volumes en 2020).
Le processus de sélection se fait une fois pour toutes, au moment où les organisateurs demandent la publication d'actes ou de Festschriften sous forme de numéro de l'EPTCS ; la demande est évaluée par le comité de rédaction. En cas d'acceptation, l'arbitrage est laissé aux mains du comité de programme de chaque événement.

## Résumés et indexation
La série est indexée par la Digital Bibliography & Library Project (DBLP). Certains volumes sont aussi indexés sur Zentralblatt MATH
D'après Resurchify, son facteur d'impact est de 0.64 en 2019. Sur SCImago Journal Rank le facteur d'impact est de 0,33 en 2019.

## Exemples de publications
Les dix derniers volumes de l'année 2020
- 329 Proceedings Second Workshop on Formal Methods for Autonomous Systems (FMAS 2020)
- 328 Proceedings 9th International Workshop on Theorem Proving Components for Educational Software (ThEdu'20)
- 327 Proceedings Sixteenth International Workshop on the ACL2 Theorem Prover and its Applications (ACL2 2020)
- 326 Proceedings 11th International Symposium on Games, Automata, Logics, and Formal Verification (GandALF 2020)
- 325 Proceedings 36th International Conference on Logic Programming (Technical Communications) (ICLP 2020)
- 324 Proceedings 13th Interaction and Concurrency Experience (ICE 2020)
- 323 Proceedings Applied Category Theory 2019 (ACT 2019)
- 322 Proceedings Combined 27th International Workshop on Expressiveness in Concurrency and 17th Workshop on Structural Operational Semantics (EXPRESS/SOS 2020)
- 321 Proceedings Eighth and Ninth International Workshop on Trends in Functional Programming in Education (TFPIE 2019 and 2020)
- 320 Proceedings 8th International Workshop on Verification and Program Transformation and 7th Workshop on Horn Clauses for Verification and Synthesis (VPT/HCVS 2020)